# Josef Ekberg

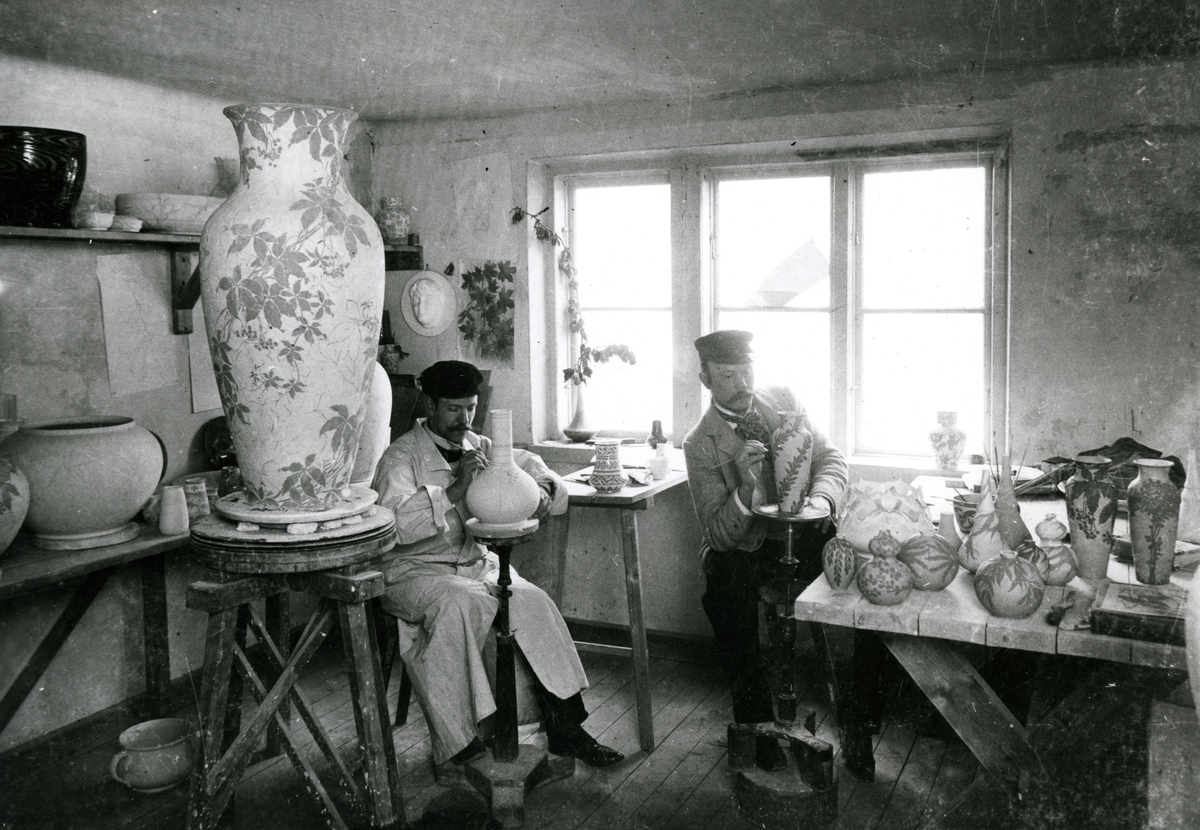
Josef Ekberg med Gunnar Wennerberg i Gustavsbergs porslinfabriks verkstad.

 Josef Alfred  Ekberg, född 18 februari 1877 i Värmdö församling, Stockholms län, död 7 december 1945 i Gustavsbergs församling, Stockholms län, var en svensk keramiker och formgivare på Gustavsbergs porslinsfabrik. Han var konstnärlig ledare 1908–1917 och utvecklade sgrafittotekniken. 
Ekberg började som 12-åring på Gustavsbergs porslinsfabrik. Han avancerade från medhjälpare till att som dekoratör få måla motiven. Tillsammans med Gunnar Wennerberg utvecklade han en sgraffitoteknik som visades på Världsutställningen i Paris 1900. Ekberg utsågs till konstnärlig ledare 1908. Han efterträddes som konstnärlig ledare av Wilhelm Kåge 1917. Ekberg var fortsatt verksam på fabriken fram till sin död och arbetade främst med eldfast gods. Ekberg är representerad vid bland annat Hallwylska museet och Nationalmuseum i Stockholm.
Utställningen "Josef Ekberg – en Gustavsbergskonstnär" visades på Keramiskt Centrum i Gustavsberg 1977.

### Övriga källor
- https://web.archive.org/web/20160306063258/https://www.bukowskis.com/sv/fineartbukipedia/6157-josef-ekberg
- http://www.signaturer.se/Sverige/JosefEkberg.htm